# Rayleigh-Limit
Gasgetragene Tropfen können nur eine bestimmte maximale Anzahl gleichnamiger Ladungen aufnehmen. Diese Ladungsgrenze wird Rayleigh-Limit oder auch Rayleigh-Grenze genannt (nach John Strutt, 3. Baron Rayleigh) und hängt ab von der Größe und der Oberflächenspannung der Tropfen:
{\displaystyle q=8\cdot \pi \cdot {\sqrt {\varepsilon _{0}\cdot \gamma \cdot r^{3}}}}
Hierbei ist
- {\displaystyle \varepsilon _{0}} die Permittivität des Vakuums
- {\displaystyle \gamma } die Oberflächenspannung der Flüssigkeit
- {\displaystyle r} der Tropfenradius.

Verdampft eine Flüssigkeit, so verringert sich die Tropfengröße und die Oberflächenladungsdichte nimmt zu. Durch die abstoßenden Kräfte der gleichnamigen Ladungen wird der Tropfen instabil und zerfällt in kleinere Fragmente. Ihre resultierende Gesamtoberfläche ist höher als die des einzelnen Tropfens. Setzt man voraus, dass sich die Ladungen statistisch gleichmäßig auf die Fragmente verteilen, so ist dann auch die resultierende Oberflächenladungsdichte geringer und die Rayleigh-Grenze somit wieder unterschritten.
Dieser Zerfallsprozess kann sich bei entsprechenden Umgebungsbedingungen soweit fortsetzen, dass schließlich nur noch Ionen übrig bleiben. Dieser Effekt wird z. B. in der Elektrospray-Ionisation (ESI) ausgenutzt, um Flüssigkeiten massenspektrometrisch zu analysieren.